# Вестфалия 04
«Вестфалия 04» (нем. Westfalia von 1904 Herne) — немецкий футбольный клуб из города Херне в федеральной земле Северный Рейн-Вестфалия (регион Рур). Сезон 2011/12 окончил на последнем месте в Северный Рейн-Вестфальской лиге (5-й уровень системы футбольных лиг Германии), тем самым опустившись в ландеслигу.

## История клуба
13 июня 1904 года молодыми людьми из богатых семей города Херне был основан клуб «Вестфалия», в противоположность своим землякам из клуба «Зодинген» получивший репутацию «буржуазного». С 9 сентября 1934 года команда проводит домашние матчи на «Стадионе у замка Штрюнкеде», первоначально вмещавшем 35 000 зрителей, расположенном в парке одноимённого древнего замка.